# Archipel de Luleå
L'archipel de Luleå ( en suédois : Luleå skärgård ou Lule skärgård ) est un groupe d'îles situées à Luleå dans la partie nord de la baie de Botnie en Suède.

## Description
Les iles  se trouvent au large de la ville de Luleå et de l'embouchure du fleuve Luleälven.
Quelques-unes de ces îles abritent une petite population permanente, mais la plupart ne sont utilisées que pour les loisirs pendant les mois d'été. Elles sont prises dans les glaces pendant l'hiver.
Le nord de la baie de Botnie est une vaste zone comprenant de nombreuses îles.
L'archipel de Luleå se trouve dans la municipalité de Luleå , qui fait partie du comté de Norrbotten.
Le port de Luleå est l'un des plus grands de Suède en termes de tonnage et d'expédition de minerai de fer et d'acier.
L'archipel de Luleå compte plus de 1 312 îles, si l'on inclut les petits ou très petits îlots rocheux.
La plupart des îles sont inhabitées, à l'état naturel, et sont assez petites, avec peu ou pas d'infrastructures pour les visiteurs.
En raison du rebond post-glaciaire, le niveau du sol s'élève de 0,8 à 1 centimètre par an, de sorte que le littoral peut reculer de 100 mètres au cours de la vie d'une personne.
En conséquence, les îles grandissent en taille, les eaux et les ports deviennent moins profonds.
En raison de ce processus, en 1649, toute la ville de Luleå a été obligée de se déplacer vers son emplacement actuel, car le chenal vers son emplacement précédent était devenu trop peu profond.
Les îles sont officieusement divisées en trois zones à des fins administratives :
- La zone intérieure comprend les îles de Brändön, Hertsölandet, Laxön, Likskäret, Rörbäck-Sandöskatan et Sandön.
- La zone médiane comprend les îles d'Altappen, Bockön, Degerön, Fjuksön, Germandön, Hamnön, Hindersön, Junkön, Kallaxön, Lappön, Långön, Mannön, Nagelskäret, Sandskäret, Sigfridsön, Storbrändön, Stor-Furuön et Tistersöarna.
- La zone extérieure comprend Bastaskäret, Brändöskär, Båtön, Estersön, Finnskäret, Kluntarna, Mjoön, Norr-Espen, Rödkallen, Sandgrönnorna, Saxskäret, Smålsön, Småskär et Sör-Espen[2].

## Îles de l'archipel
Parmi les îles de l'archipel:

## Galerie

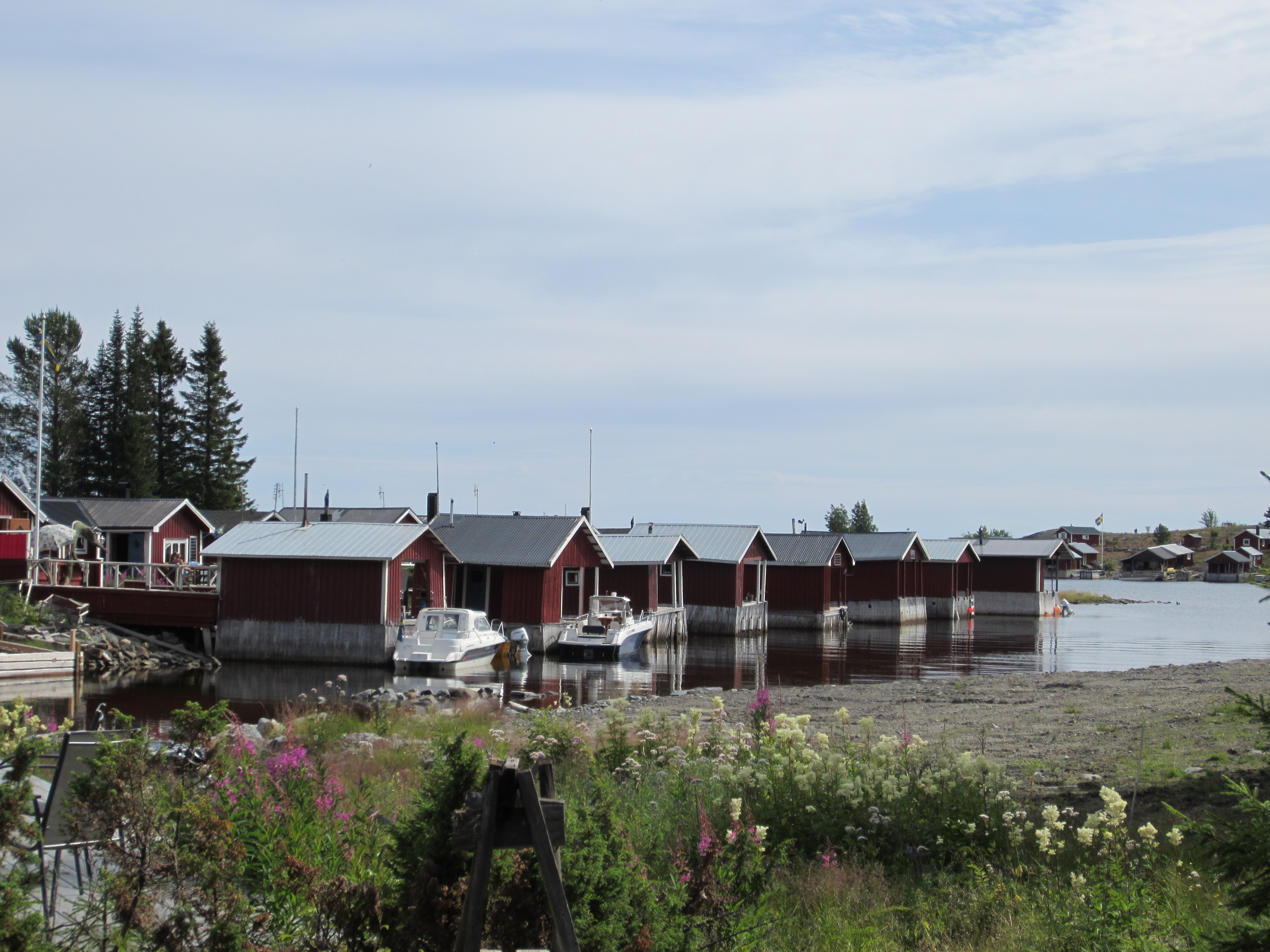
Cabanes de pêche à Brändöskär
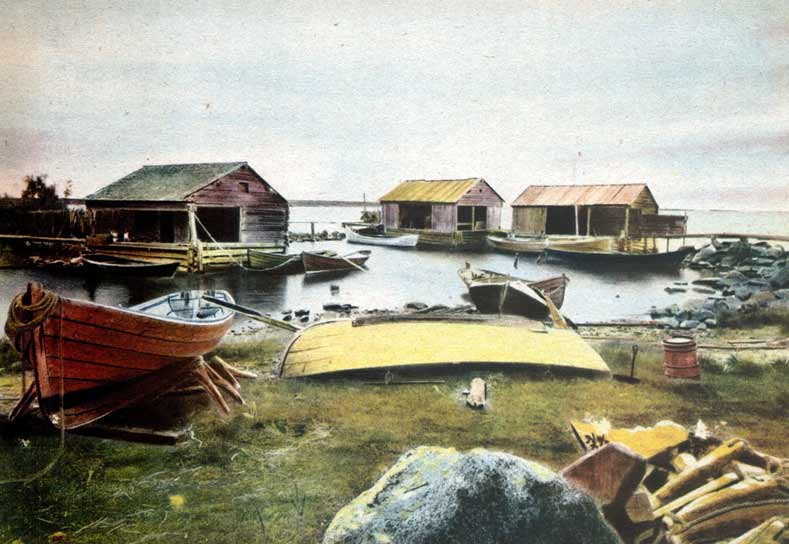
Bateaux à Storbrändön vers 1935
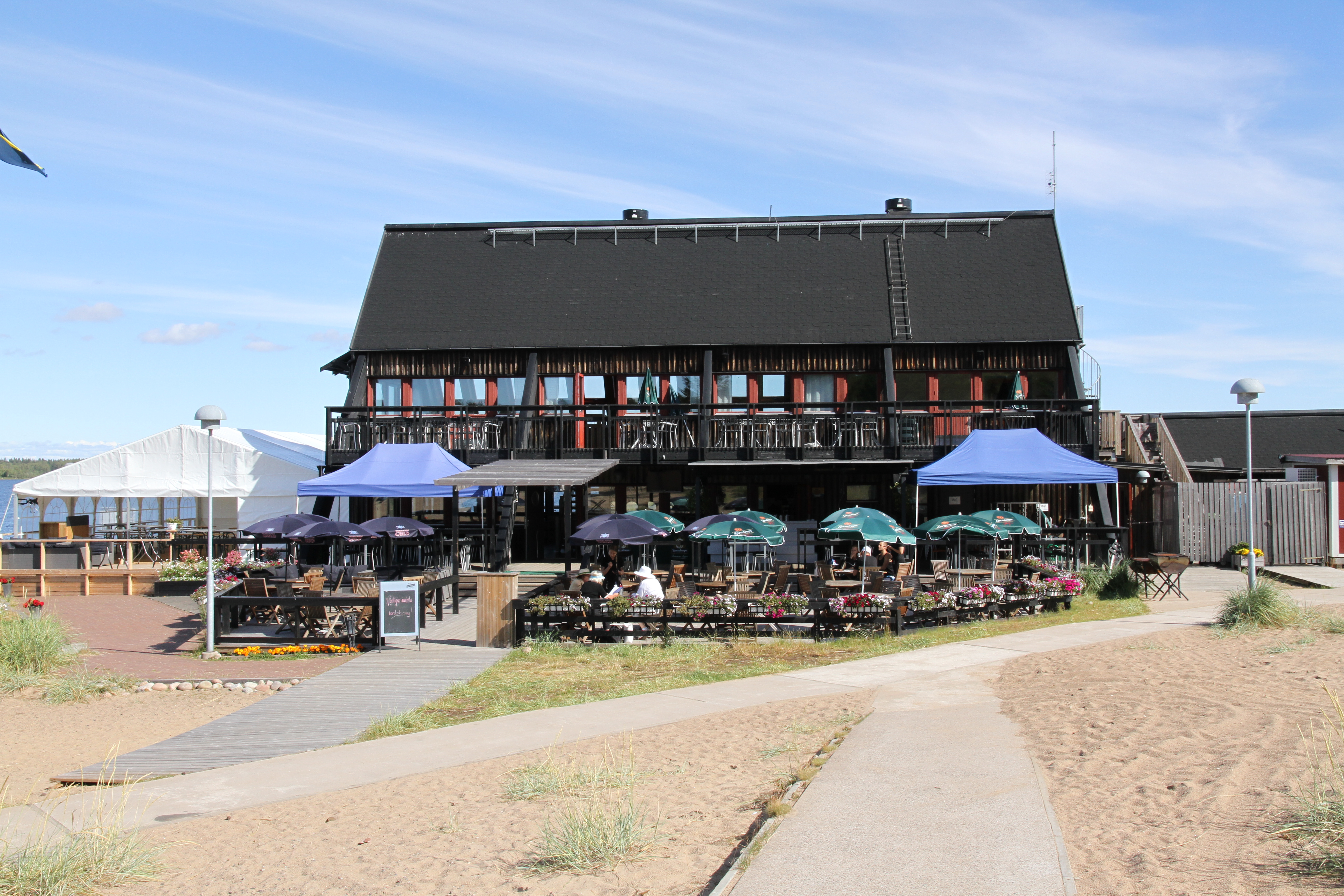
Klubbviken.
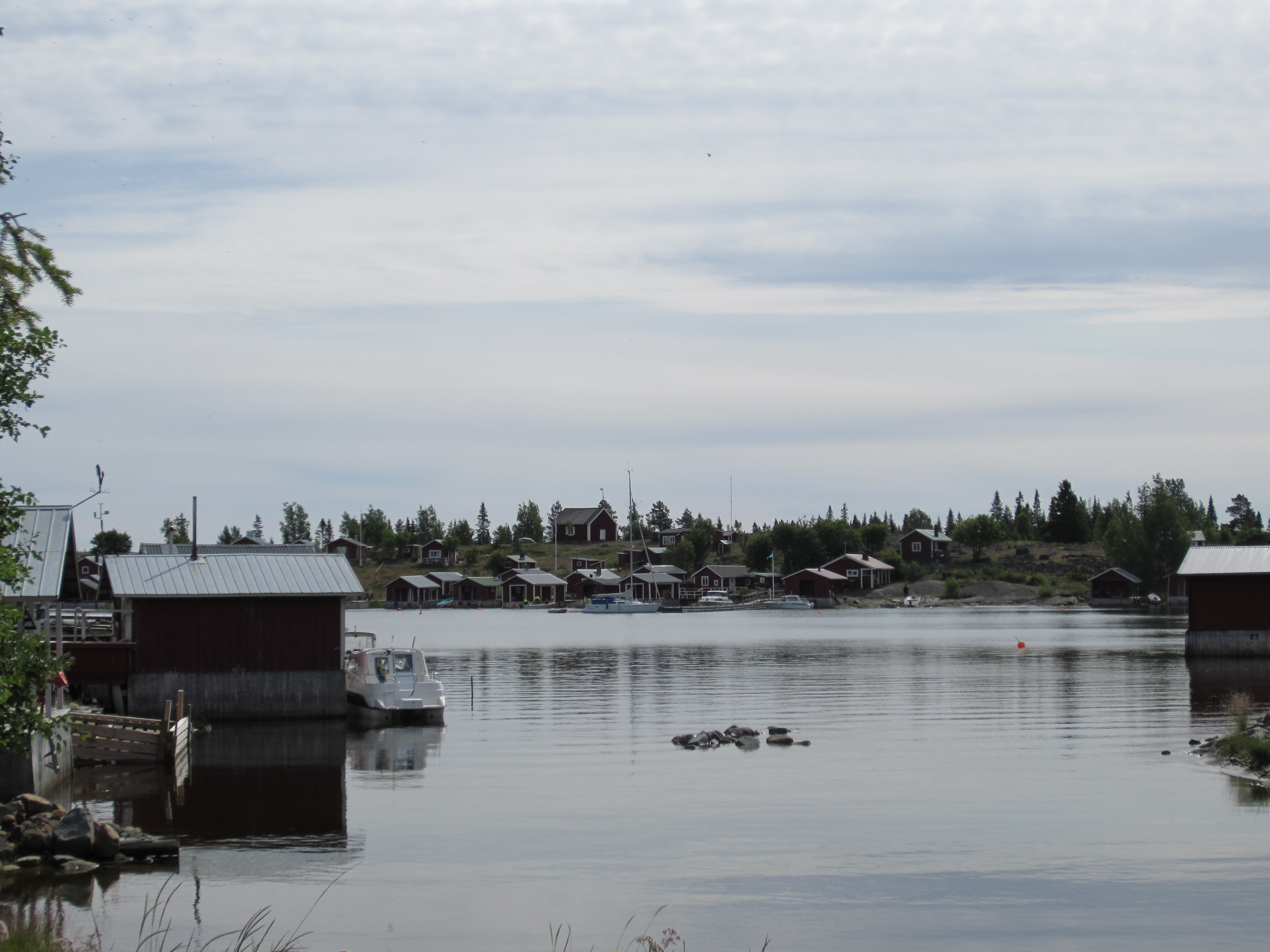
Anciennes cabanes de pêche.